# Adolphe-Jean de Palatinat-Deux-Ponts-Cleebourg
Titres
Comte Palatin-Deux-Ponts-Cleebourg
6 juin 1654 – 14 octobre 1689
(35 ans, 4 mois et 8 jours)
Duc de Stegeborg
6 juin 1654 – 14 octobre 1689
(35 ans, 4 mois et 8 jours)
Adolphe-Jean de Palatinat-Deux-Ponts-Cleebourg (allemand: Adolf Johann I. von Pfalz-Zweibrücken-Kleeburg, suédois: Adolf Johan av Pfalz-Zweibrücken) (21 octobre 1629 au château de Stegeborg – 24 octobre 1689 au même endroit) fut comte palatin de Cleebourg de 1652 à 1689 et considéré comme prince de Suède jusqu'en 1660.

## Biographie
Adolphe Jean nait au château de  Stegeborg, en Suède  désormais inclus dans la municipalité de Söderköping en 1629 il est le plus jeune fils de  Jean-Casimir de Deux-Ponts-Cleebourg et de la princesse suédoise Catherine Vasa. Il fut fait duc de Stegeborg après que son frère ainé Charles Gustave devienne roi de Suède à la suite de l'abdication de la reine Christine de Suède. À cette époque il obtient également le comté palatin de Cleebourg. Il fut tout d'abord enterré en l'église de Riddarholmen puis transféré dans la Cathédrale de Strängnäs.

## Unions et postérité
Adolphe Jean épouse le 19 juin 1649 la comtesse suédoise Elsa Béatrice Brahe af Wisingsborg (31 août 1629 – 7 septembre 1653) dont un fils :
1. Gustave Adolphe (9 mars 1652 – 1er août 1652)

Adolph Jean épouse ensuite une cousine de sa première femme la comtesse Elsa Elisabeth Brahe af Wisingsborg (29 janvier 1632 – 24 février 1689), fille du comte  Nicholas Brahe af Wisingsborg et ils ont les enfants suivants :
1. Catherine de Palatinat-Deux-Ponts (10 décembre 1661 – 27 mai 1720) épouse du comte Kristofer Gyllenstierna (sans postérité)
2. Maria Elizabeth de Palatinat-Deux-Ponts (16 April 1663 – 23 janvier 1748) épouse du comte Christian Gottlob von Gersdorff auf Oppach (sans postérité)
3. Charles Jean (15 septembre 1664 – 10 décembre 1664)
4. Jean Casimir (4 septembre 1665 – 29 mai 1666)
5. Adolphe Jean, Comte Palatin de Cleebourg
6. Gustave Casimir (29 juin 1667 – 21 août 1669)
7. Christina Magdalena (4 avril 1669 – 21 juin 1670)
8. Gustave-Samuel-Léopold de Palatinat-Deux-Ponts (12 avril 1670 – 17 septembre 1731)
9. enfant anonyme mort-né (12 décembre 1671)

## Sources
- (en) Cet article est partiellement ou en totalité issu de l’article de Wikipédia en anglais intitulé « Adolph John I, Count Palatine of Kleeburg » (voir la liste des auteurs).

1. ↑  Ulf Sundberg in Kungliga släktband, Historiska media, Lund, 2004,  (ISBN 91-85057-48-7) p.  281
2. ↑  Page on dukes at Tacitus.nu
3. ↑  Michel Huberty, Alain Giraud, F. and B. Magdelaine. L'Allemagne Dynastique, Tome IV, Wittelsbach. (1985).  (ISBN 2-901138-04-7) pp. 83-84,108-109, 144-145